# 辽东都指挥使司

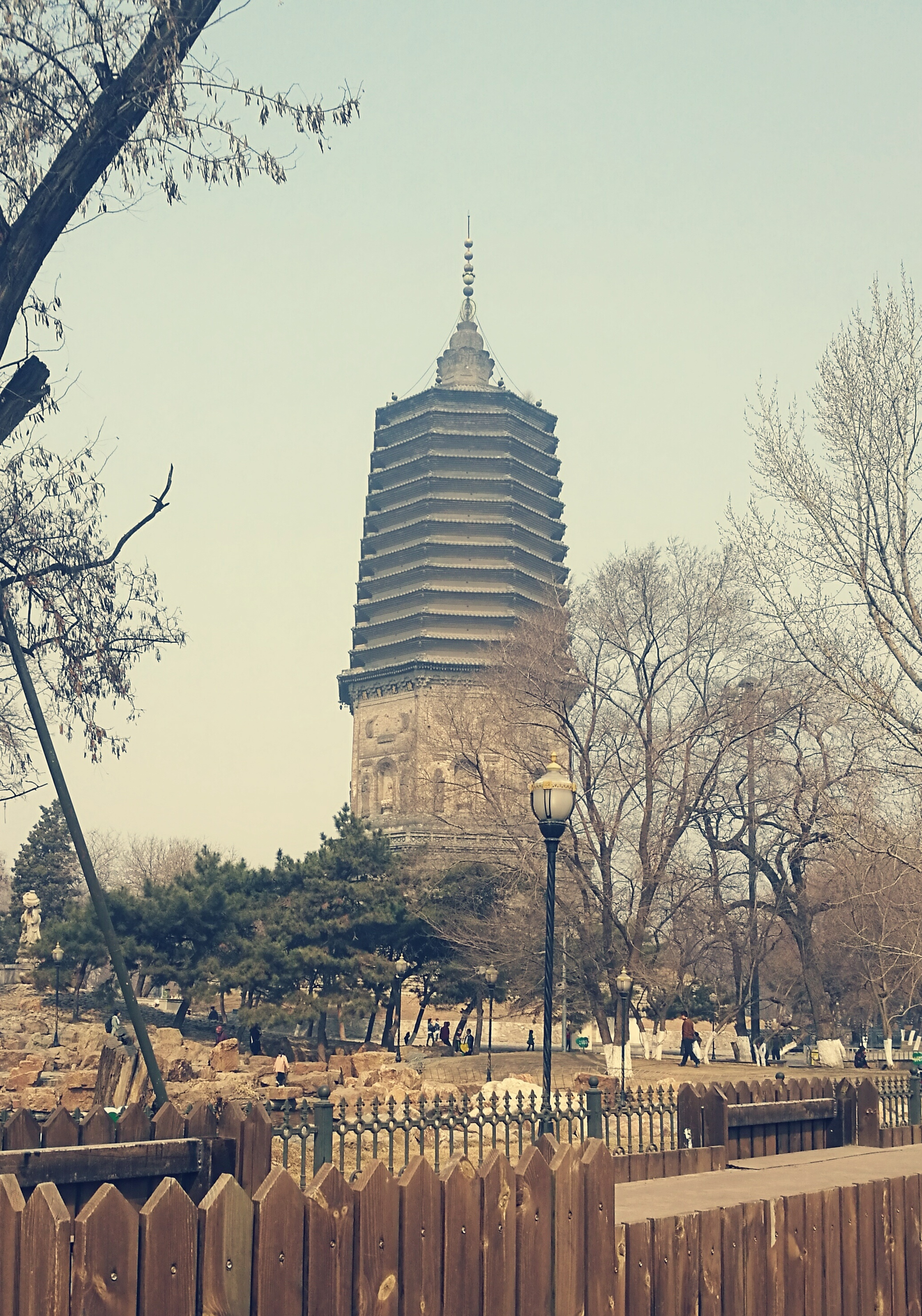
定辽中卫（今辽宁辽阳）是辽东都司的治所

辽东都指挥使司，简称辽东都司，明朝在辽东地区设立的军政机构。前期在建制上属于山东承宣布政使司，又称山东行都司。
明朝洪武四年（1371年），明太祖在辽东设置定辽都卫，六年（1373年）六月置辽阳府、县。八年（1375年），将定辽都卫改为辽东都司。治所在定辽中卫（今辽宁省辽阳市）。辖区相当今辽宁省大部。十年（1377年），府县都罢黜，只留下卫所。
从明英宗正统年间后，因东部蒙古兀良哈诸族南移，明朝疆域逐缩至辽河套地区（今辽河中游两岸地）；天启元年（1621年）至崇祯十七年（1644年）年间，辽东全境为努尔哈赤、皇太极父子统治的后金（清朝）逐渐所兼并。

## 行政区划
领25个卫，2个州。

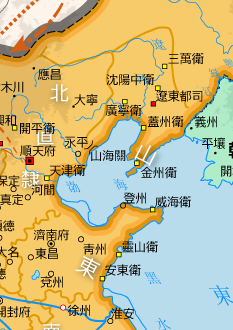
明代的山東等處承宣布政使司管辖山东和辽东都司，在長達长达268年的時間裡一直擔當京師的東部屏障

- 卫：定辽中卫、定辽左卫、定辽右卫、定辽前卫、定辽后卫、东宁卫、海州卫、盖州卫、复州卫、金州卫、广宁卫、广宁中卫、广宁左卫、广宁右卫、广宁前卫、广宁后卫、义州卫、广宁后屯卫、广宁中屯卫、广宁左屯卫、广宁右屯卫、广宁前屯卫、沈阳中卫、沈阳左卫、沈阳右卫、沈阳中屯卫、铁岭卫、三万卫、辽海卫
- 州：自在州、安乐州